# Cheadle Y Station

Die Funkabhörstation lag zentral etwa in der Mitte Großbritanniens

Cheadle Y Station ist ein ehemaliger Militärstützpunkt der britischen Royal Air Force (RAF) (deutsch „Königliche Luftstreitkräfte“). Er befand sich in Woodhead Hall, einem Landhaus bei Cheadle in der Grafschaft Staffordshire (Bild), knapp sechzig Kilometer nördlich von Birmingham.
Im Zweiten Weltkrieg war dies eine wichtige Funkabhörstelle des britischen Geheimdienstes. Sie wurde auch als Royal Air Force Cheadle bezeichnet, kurz RAF Cheadle, und nach dem Krieg dann als GCHQ Cheadle.

## Geschichte
Nach Gründung der Government Code and Cypher School (G.C. & C.S.) (deutsch etwa „Staatliche Code- und Chiffrenschule“) im Jahr 1919, wurden ihr die während des Ersten Weltkriegs durch das britische War Office und die Admiralty errichteten Funkabhörstationen unterstellt. In der Zeit vor dem Zweiten Weltkrieg wurde dieses als Y Service (deutsch „Funkabhördienst“) bezeichnete Netz um weitere Abhör- und Peilstellen ausgebaut, die über das ganze Land, und sogar weltweit verteilt, errichtet wurden.
Im Jahr 1938 wurde alle Y-Stationen im Vereinigten Königreich durch direkte Telefon- und Fernschreiberverbindungen miteinander vernetzt. Aufgrund ihrer zentralen Lage wurde Cheadle Y Station die controlling station (deutsch „Steuerzentrale“) dieses Netzes.

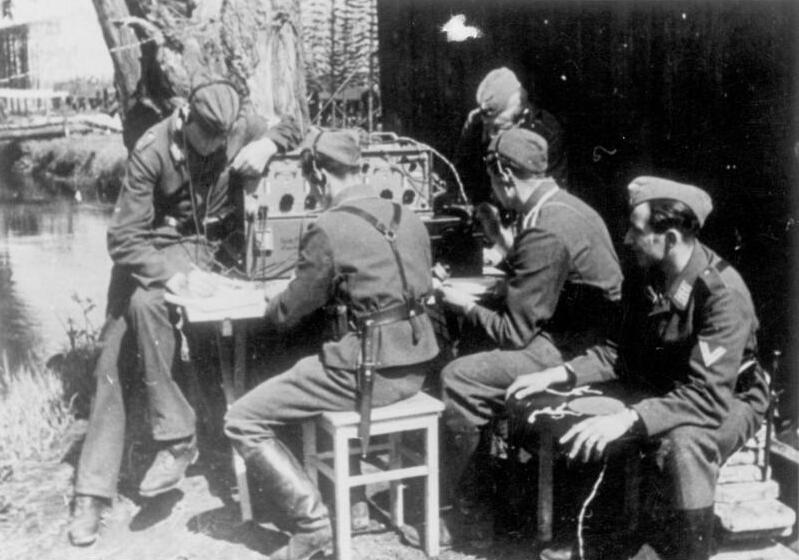
Bodenfunkstelle der Luftwaffe (1940)

Darüber hinaus war eine der Hauptaufgaben der Station Cheadle, wie auch der anderen RAF stations, die Erfassung von Funksprüchen der deutschen Luftwaffe, und zwar sowohl ihrer Bodenfunkstellen (Bild) als auch der Bomber.
Nach dem Krieg wurde Cheadle Y Station den in Nachfolge der G.C. & C.S. gegründeten Government Communications Headquarters (GCHQ) (deutsch „Regierungs-Kommunikations-Zentrale“) unter dem neuen Namen GCHQ Cheadle unterstellt. Sie setzte ihre Arbeit im aufziehenden Kalten Krieg fort, nun hauptsächlich gegen die Sowjetunion gerichtet.
Im Jahr 1995 wurde die Station geschlossen und Woodhead Hall befindet sich seitdem in Privatbesitz.